# Albendea
Albendea é um município da Espanha, na província de Cuenca, comunidade autônoma de Castela-Mancha. Tem 38,20 km² de área e em 2021 tinha 122 habitantes (densidade: 3,2 hab./km²). Limita com os municípios de Alcantud, Priego e San Pedro Palmiches.